# Ernst Meisel

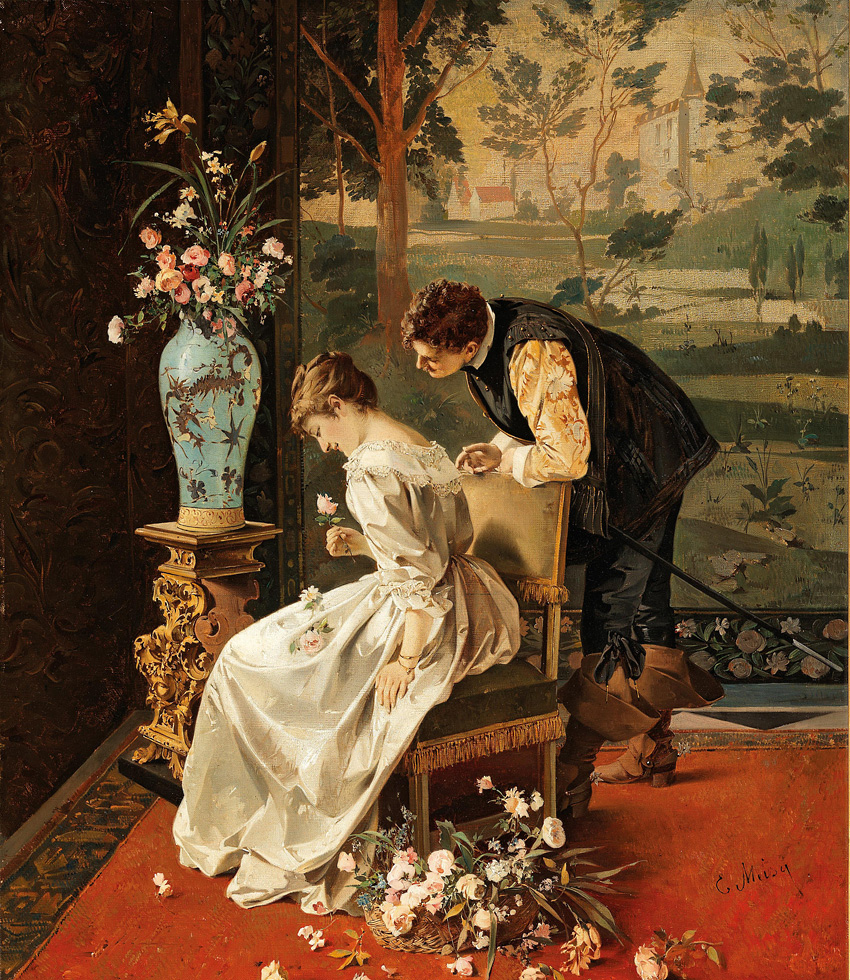
Der Rosenkavalier

Ernst Meisel (* 8. März 1838 in Lichte (Schwarzburg-Rudolstadt); † 24. August 1895 in München) war ein deutscher Historienmaler.
Ernst Meisel begann seine Ausbildung an der Schmidt’schen Malschule in Bamberg, wo er den Beruf eines Porzellanmalers erlernte. Danach studierte er ab dem 10. Mai 1865 in der technischen Malklasse der Königlichen Akademie der Künste in München bei Alexander Wagner und Karl Theodor von Piloty.
Bei Piloty spezialisierte sich Ernst Meisel in historischer Genremalerei.